# Xavier Baumaxa
Xavier Baumaxa, vlastním jménem Lubomír Tichý (* 6. prosince 1973 Most) je původem litvínovský písničkář a kytarista, v současnosti žijící v Malhosticích na Teplicku. Jeho projev je založen na slovních hříčkách, parodiích na různé hudební styly a zpěváky a popkulturních odkazech, styl svého hraní sám definuje jako akustický crossover. Písně, který pod pseudonymem napsal už přes 150, jsou prokládány minimalistickou poezií ukrajinského básníka Em Rudenka.

## Život

### Mládí
Narodil se v mostecké porodnici, vyrůstal však v nedalekém Litvínově (jelikož zde neexistuje porodnice) na sídlišti Janov v rodině řidiče důlního velkostroje KU 300 v povrchovém dole ČSA a elektromontérky podniku Dehor Hamr. Po otci, hospodském harmonikáři, zdědil hudební talent. V osmi letech zpíval a recitoval v šesti neexistujících jazycích a spolužákům přehrával scénky z filmů a seriálů. Od deseti let se v lidové škole umění učil na kytaru a baskytaru, sám se učil na bicí a piano. Ve stejné době založil svou první kapelu – Vandalové. Jejich repertoár se skládal ze skandování fanouškovských hesel TJ Chemopetrol Litvínov, seriálových písní a vlastní tvorby. Ve třinácti letech založil se spolužáky Gymnázia Litvínov druhou kapelu – Prach, jedním z jejích členu byl mj. pozdější spisovatel Daniel Hradecký. V sedmnácti letech pak zakládá punkové trio V.M.H. (Velmi Milí Hoši) jako kytarista, zpěvák a autor textů a hudby. Počet členů kapely se posléze rozrostl na pět, včetně původem ukrajinského básníka Em Rudenka, svůj název změnila na Faulnamusic. Žánr se změnil na funk-rock, roku 1998 vydala kapela své první demo Nepřátelé hudby. Projekt se rozpadl v roce 2000.
Vystudoval pedagogiku na Univerzitě J. E. Purkyně v Ústí nad Labem s aprobací na češtinu a angličtinu.

### Sólová dráha
Jeho tvorba neustala a v roce 2002 poprvé vystoupil jako sólový hudebník s akustickou kytarou ve dvojici s Em Rudenkem v hudebně-recitačním pásmu Drž hubu, miláčku!. Program stál částečně na konceptu kontroverzních témat výstupů a urážení publika. Pseudonym Xavier Baumaxa, který zde poprvé použil, je inspirován pseudonymem jiného litvínovského písničkáře, Martina Maxy, a zkušeností ze zaměstnání v řetězci hobbymarketů Baumax. Rané syrové písně vydal na debutovém albu Fenkám v roce 2003, kde jsou některé písně uvedeny básněmi, tohoto konceptu se pak Baumaxa drží i na dalších čtyřech albech. Píseň Otvírákem z průlomového alba Buranissimo forte vyhrála roku 2005 celoroční hitparádu Velká sedma na Radiu 1. Od roku 2006 pak vystupuje jako profesionální hudebník.
Roku 2007 vydal třetí album Retrofutro s titulní písní Retrofurto discotheque. V roce 2007 se jeho píseň Presumpce neviny objevila také na sampleru 50 miniatur a v písni Odešli spolu (Viktor a Leo) hostoval na albu Jana Buriana Muži jsou křehcí. Na čtvrtém Desperanto z roku 2009 poprvé spolupracoval se smyčcovým sextetem Hněddé smyčce, pod vedením houslisty Jana Valty, posléze pak Petra Zdvihala. S tímto tělesem vydal roku 2010 album Coveranto složené z deseti starších a pěti nových skladeb, hostují zde např. Dan Bárta, Oto Klempíř, Matěj Ruppert, Lenka Dusilová, Jan Homola či beatboxer Nasty. Ještě předtím, na podzim 2009, vydal Baumaxa EP ...a ten Clintn, on mi hýkal, na kterém imituje mj. bývalého prezidenta Václava Havla v šesti písních a v šesti písních jakožto jeho alter ego Opičan Havel.
Na dalších třech albech navázal spolupráci s jazzovými hudebníky: na albu Dawntempo zahrál Pavel Bady Zbořil (bicí), Martin Lehký (baskytara), Miroslav Lacko (klávesy), na albu Pijano z roku 2015 nahrazuje Lehkého basista a kontrabasista Rastislav Uhrík, na albu Idueto pak Lacka nahradil pianista Matej Benko. Idueto pak obsahuje duetové písně např. s Martou Kubišovou, Janou Kirschner, Lenkou Dusilovou, Nikolou Mucha, Danem Bártou či Otou Klempířem. Od roku 2017 vystupuje střídavě sólově a pak s koncertní kapelou JazzPunkTrio ve složení Pavel Bady Zbořil (bicí), Rastislav Uhrík (baskytara, kontrabas) a Matej Benko (klávesy) pod názvem Xavier Baumaxa & JazzPunkTrio.
Na podzim 2021 připravuje vydání experimentálního elektronického alba F!ASCO v produkci Jana Čechtického a Miroslava Lacka z kapely Ohm Square, které tak bude jeho desátým albem.[potřebuje aktualizovat]
Nepůsobí pod žádným hudebním vydavatelstvím, všechna alba vydává sám za přispění a pomoci fanoušku. Opakovaně vystupuje na největších českých hudebních festivalech (Rock for People, Colours of Ostrava, Rock for Churchill, Sázavafest, České hrady, Festival Banát, Benátská noc a další) a také v největších českých hudebních klubech (Lucerna Music Bar, Roxy, Cross Club v Praze, Zach's Pub v Plzni, Bunkr v Liberci, Metro, Melodka či Stará Pekárna v Brně, Bbarák v Ostravě), ze zahraničních vystoupení absolvoval koncerty např. v Bratislavě, Berlíně či Vídni.
V roce 2025 vydává album Slibotechno, kde opět spolupracuje s Janem Čechtickým z Ohm Square a Miroslavem Lackem. Nabízí 11 písní, které žánrově nabízí gospelu, ambient, disco, funk, kantiléni, techno, britpop i cigánské halgato. 

### Spolupráce
Příležitostně spolupracuje také s Českou televizí, např. složením titulní písně k dokumentární sérii Čtyři v tom, hudby k epizodě Malý terorista ze seriálu Soukromé pasti. Objevil se také v pořadech Noc s Andělem, Ladí neladí či Tečka páteční noci, pro který s Em Rudenkem vytvářel pravidelnou poetickou rubriku. Režisér Vladimír Michálek o něm a Em Rudenkovi natočil celovečerní dokument Em a On, Baumaxa pak ztvárnil epizodní roli hráče na ukulele v Michálkově filmu Pohádkář z roku 2014.
Hostoval také na řadě alb svých hudebních kolegů, např. na albech Plejlist a Laskonky a kremrole kapely Wohnout, na albech 54 dole hlavou či St. Mary-huana-ganja slovenské kapely Horkýže Slíže či albu Mateje Benka s názvem Planety. Opakovaně pak vystoupil jako host při živých koncertech např. s kapelami Wohnout, J.A.R., Mig 21, Petr Malásek. V roce 2009 přizval na své turné jako předskokana písničkáře Xindla X. V letech 2017 až 2019 absolvoval české turné ve dvojici s písničkářkou Nikolou Mucha pod názvem Šňupat cukr tour.

## Alba
- Fenkám (2003)
- Buranissimo forte (2005)
- Retrofutro (2007)
- Desperanto (2009) (s orchestrem Hněddé smyčce)
- ...a ten Clintn, on mi hýkal (2009)
- Coveranto (2010) (s orchestrem Hněddé smyčce)
- Dawntempo (2013) (2CD, s Jazz Sex Tet)
- Pijano (2015)
- Idueto (2017)
- F!asko (1. října 2021)
- Slibotechno (30. května 2025)